# Daedalidae
Daedalidae hoặc Daidalidai (tiếng Hy Lạp cổ: Δαιδαλίδαι) là một deme của Athens cổ đại, nằm ở phía bắc Alopece, phía đông nam thành phố Athens. Cái tên "Daedalidae" thường được dùng để chỉ những nhà điêu khắc tài giỏi nhất ám chỉ Daedalus, người xây dựng mê cung Knossos. Socrates, trong hai cuộc đối thoại của Plato, tuyên bố là hậu duệ của Daedalus, rất có thể khai thác sự ám chỉ này, trong đó tổ tiên của ông sẽ là nhà điêu khắc. Do đó, ở Daedalidae, một thợ thủ công tên là Daedalus có thể được tôn sùng như một anh hùng cùng tên, có lẽ không giống với Daedalus trong thần thoại. Một số nguồn lưu ý sự hiện diện của một khu bảo tồn gọi là Dedaleion.
Địa điểm của Daedalidae nằm ở phía bắc Alopeke.